# Chiesa dei Santi Gervasio e Protasio (Villafranca in Lunigiana)
La chiesa dei Santi Gervasio e Protasio è un edificio di culto cattolico situato nella frazione di Virgoletta, nel comune di Villafranca in Lunigiana, in provincia di Massa e Carrara. La chiesa è sede dell'omonima parrocchia del vicariato di Villafranca della diocesi di Massa Carrara-Pontremoli.

## Storia e descrizione
La chiesa, dedicata ai due martiri del III secolo legati alla lotta di Sant'Ambrogio contro l'arianesimo e il cui culto non è particolarmente diffuso in Lunigiana, è ricca sia di opere d'arte che di reliquie. Da ricordare l'altare secentesco in marmo con scolpiti i Santi Fausto, Pellegrina, Agatope e Quinta, e il polittico marmoreo collocato nell'abside maggiore raffigurante la Madonna con i santi Gervasio e Protasio e, in basso, Gesù con gli Apostoli.
Nella seconda domenica di maggio le numerose reliquie, esposte nel bell'altare alla sinistra della chiesa, vengono portate in processione con grande solennità.